# Sony Pictures Family Entertainment Group
Sony Pictures Family Entertainment Group es una compañía estadounidense con operaciones globales establecida en febrero de 1999 por Sony Pictures Entertainment que maneja todos los programas familiares y películas de Sony Pictures. Se formalizó el 1 de septiembre de 1999. El 17 de enero de 2001, Sony Pictures Family Entertainment Group adquirió el 3.8% en  BKN International.
El 20 de junio de 2007, Sony Wonder, la antigua división de etiqueta para niños de  Sony BMG Music Entertainment, se trasladó a Sony Pictures Home Entertainment como la etiqueta de entretenimiento para niños y familias. Steve Okin, el vicepresidente de Sony Wonder, fue nombrado vicepresidente de entretenimiento familiar.

## Lista de programas
- Jeannie (1973–1975)
- Partridge Family 2200 A.D. (1974)
- The Real Ghostbusters (1986–1991)
- Dinoplativolos (1987)
- Slimer! and the Real Ghostbusters (1988–1990)
- The Karate Kid: The Animated Series (1989)
- El mundo de Beakman (1992–1998)
- Big Guy and Rusty the Boy Robot (1996–1999)
- Project G.e.e.K.e.R. (1996–1997)
- Jumanji: The Series (1996–1999)
- Channel Umptee-3 (1997)
- Extreme Ghostbusters (1997)
- Hombres de negro: la serie animada (1997–2001)
- Godzilla: The Series (1998–2000)
- Dragon Tales (1999–2001; 2005)
- Roughnecks: The Starship Troopers Chronicles (1999–2001)
- Las Aventuras de Jackie Chan (2000–2005)
- Max Steel (2000–2002)
- Alienators: Evolution Continues (2001–2002)
- Harold y el Lápiz Color Morado (2001–2002)
- Phantom Investigators (2001–2002)
- Spider-Man: The New Animated Series
- Astro Boy (2003)
- Stuart Little: The Animated Series (2003)
- The Spectacular Spider-Man (2008–2009)